# ニューヨーク州立ファッション工科大学

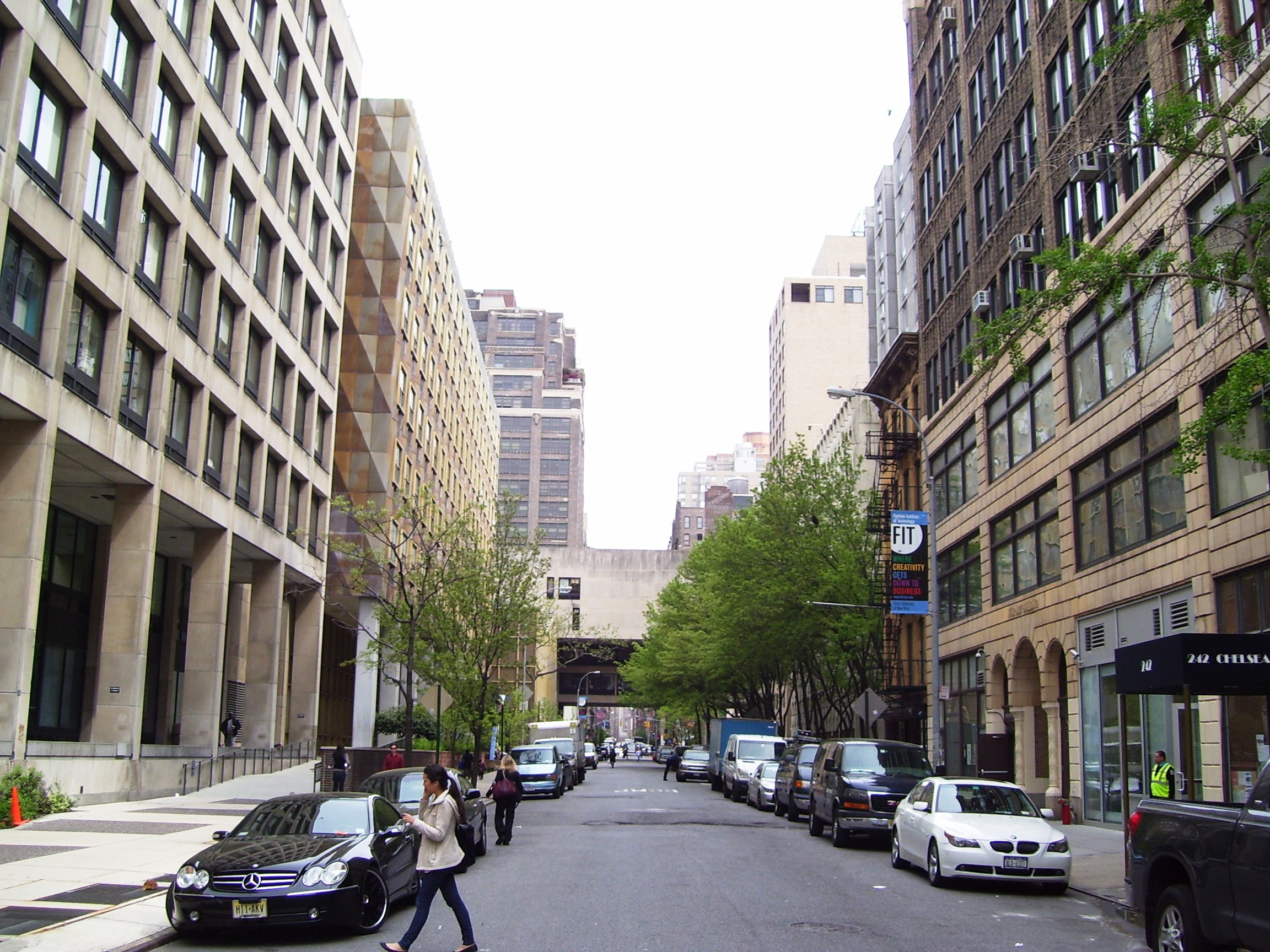
The 27th Street campus

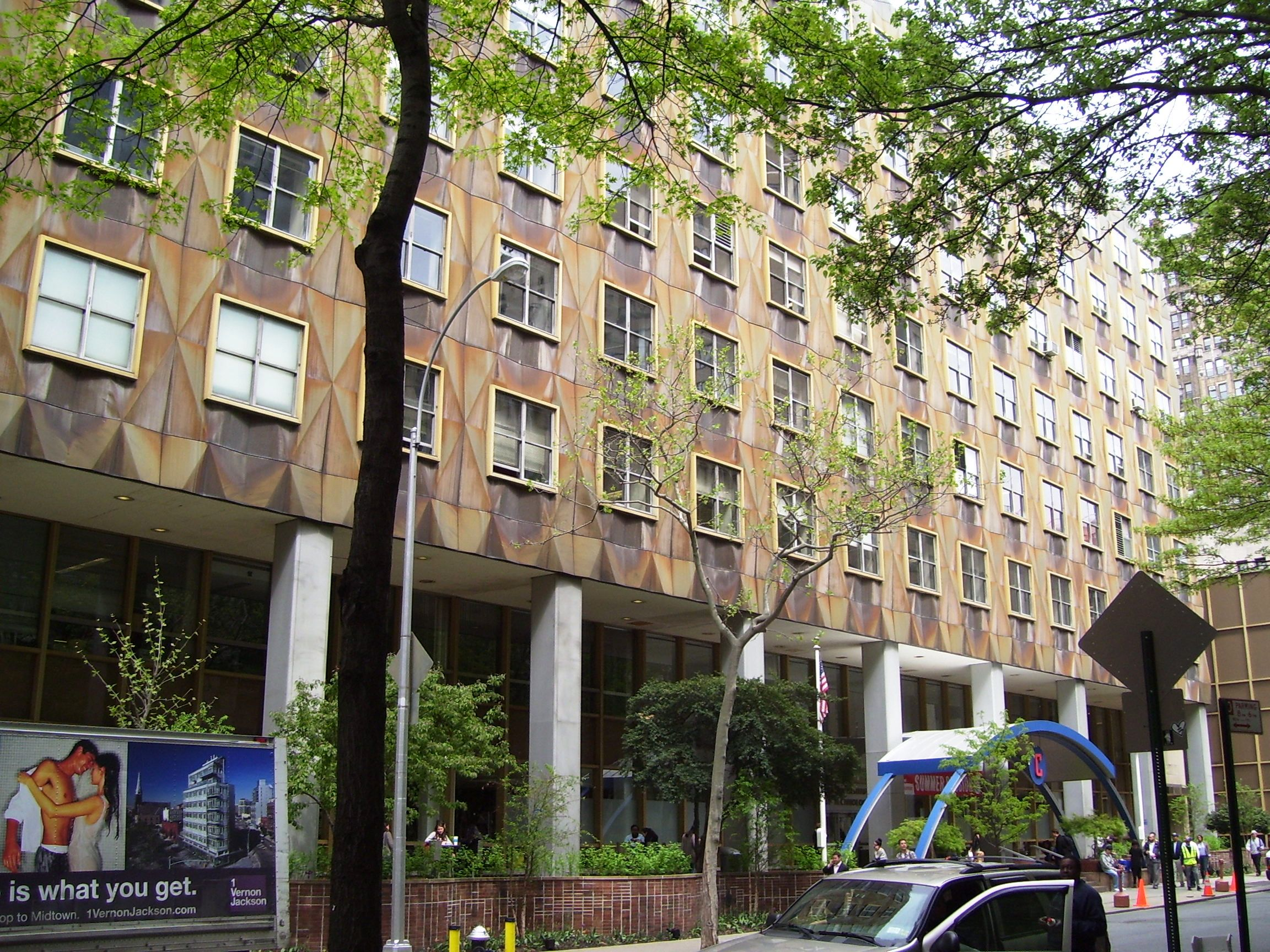
The Marvin Feldman Center

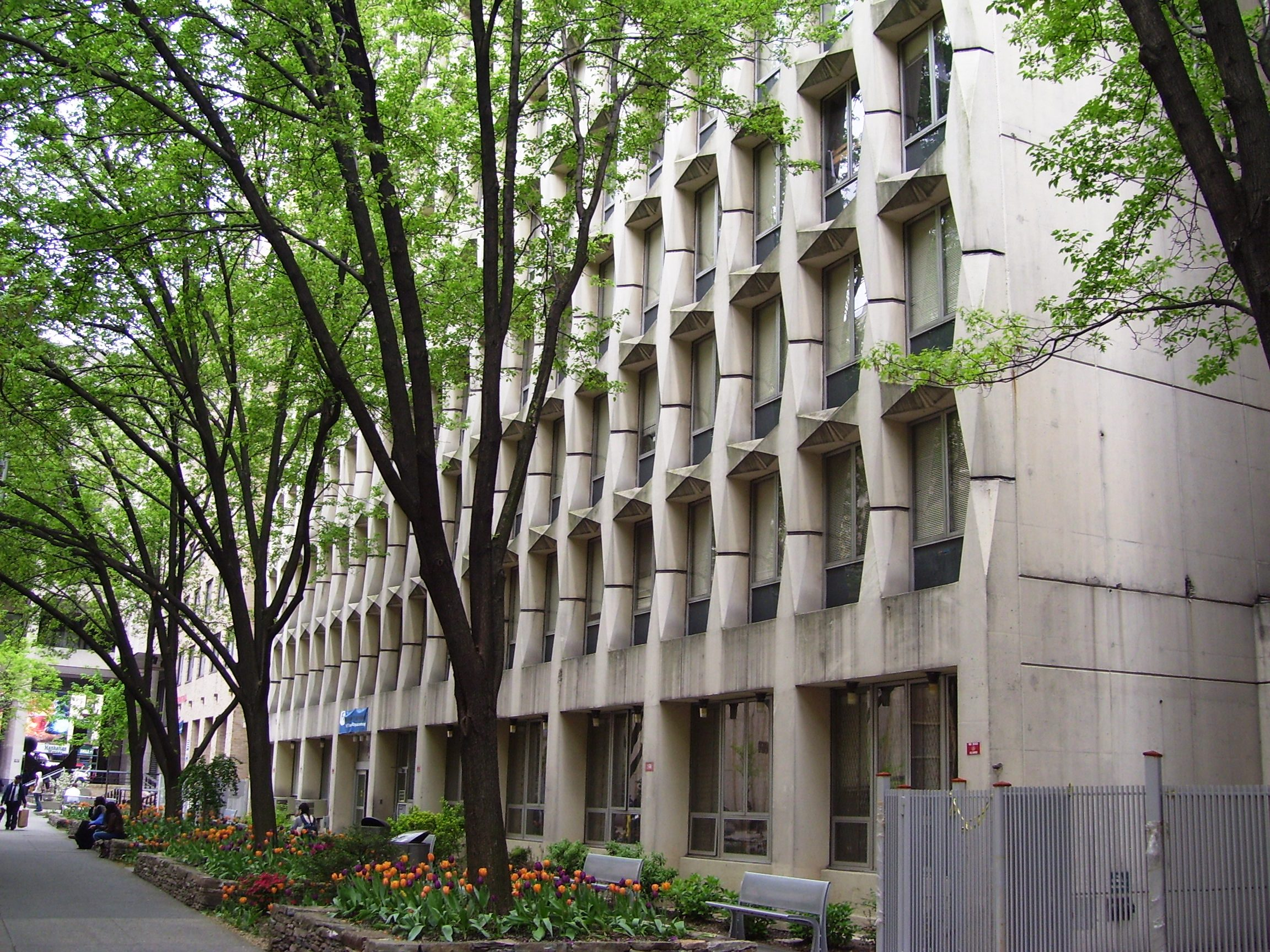
Nagler Hall dormitory

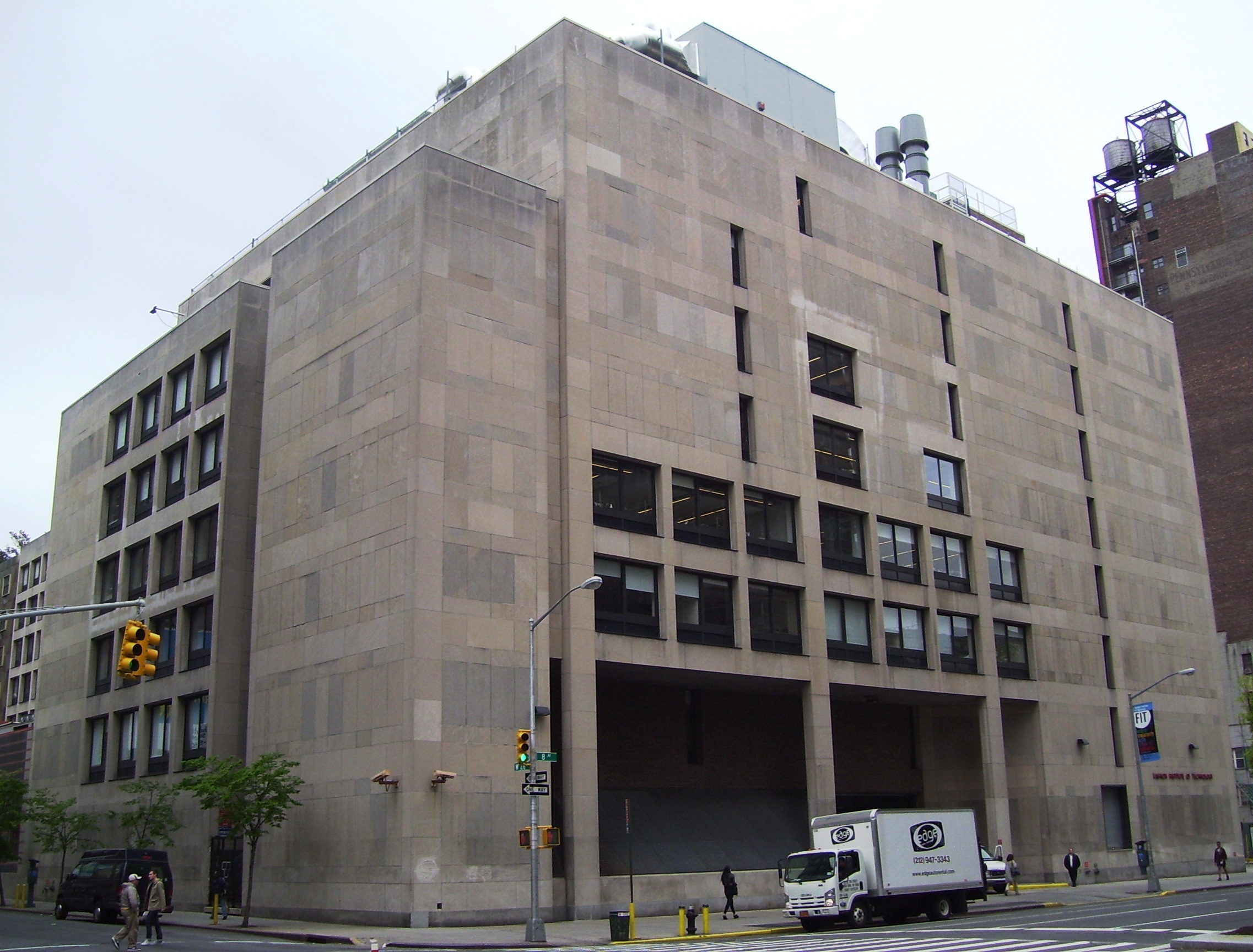
The David Dubinsky Student Center

ニューヨーク州立ファッション工科大学（ニューヨークしゅうりつファッションこうかだいがく、Fashion Institute of Technology、FIT）とは、1944年に設立されたアート、デザイン、テクノロジーの分野の学科を擁するニューヨーク州立大学(SUNY)の一校である。アメリカ合衆国ニューヨーク州ニューヨーク市マンハッタン区にある単科大学である。大学の通称はFITである。大学には44の専攻があり、短大、大学、大学院がある。
FITは1957年に正式に認可され、27丁目の7番街にキャンパスを構え、1977年までには6つの校舎を増築しつつ現在へ至る。2017年には7,500人、パートタイムの学生1,700人を数える。メンズウエアー学科やコスメティック&フレグランスマーケティング学科などを擁し、ファッションマーチャンダイズマネージメント、ヴィジュアルプレゼンテーション&エキシビション、トイデザイン学科を擁する。大学はセメスター制になっており、州立大学の学費規定により、学費はニューヨーク州内に居住者は$5,483、州外の居住者は$14,863となっている(2017-2018年)。US News World&Reportで全米での大学ランクはランク外である。卒業生の年収は中間(Median)で$47,500である。2023年度の世界ファッションスクールランキング（ Best Fashion Schools In The World For 2023）では、世界ランク１位となっている。

## キャンパス
マンハッタンの7番街と8番街に面し、27番通りに所在する。大学内の9つの建物には、教室、テレビ&ラジオ局、実験室、デザイン作業ラボ、エキシビションを行うギャラリーを包括する教育設備を備える。また、構内にあるJohn E. Reeves グレイトホールはファッションショーや会議、講義、その他様々なイベントなどに使われている。またthe Haft Auditorium と the Katie Murphy Amphitheatre という2つの大規模なシアターを備えている。
4つある学生寮のうち3つはキャンパス内にあり、約2,300人の生徒が住んでいる。西31ストリートにある寮の建物は、かつて製本工場として使われており、ロフトスタイルのインテリアである。キャンパス内にはレストラン、スターバックス、ショップなどもあり、生徒専用のパティオもある。

## 教育設備
The Fred P. Pomerantz アート&デザインセンターでは、デザインラボの設備が整っており、写真ラボ、白黒暗室、ペインティングルーム、彫刻スタジオ、印刷スタジオ、グラフィックラボ、ディスプレイ&エキジビットスタジオ、Life-sketching room, 模型制作ラボなどがある。The Shirley Goodman Resource Center houses FITミュージアムと図書館、メディアサービスでは、歴史学、社会学、テクノロジー、アート、デザイン、文学、国際学術誌、雑誌類などの書籍が豊富に扱われ、著名なデザイナー、メーカー、製造業者達から寄付されたスケッチや工程記録など貴重な製造過程のファイルや映像記録なども所蔵する。
また、多数のコンピューターラボも完備し、メディアサービス学科では独自のテレビ局がある。生徒達の作品はキャンパス中に展示されている。ファッション科の卒業プロジェクトのファッションショーは毎年行われている。デザイン/照明実験室では、インテリアデザイン科や他の専門分野のために400種類以上の商業用の照明機材が完備されすべてがコンピュータで制御されている。The Annette Green/Fragrance フレグランス実験室では、香水の開発のための研究施設が備わっている。

## 歴史
ファッションに限らず、様々な分野にも、活躍する卒業生を数多く輩出している。

## 主な卒業生
- カルバン・クライン - 服飾デザイナー
- キャロライナ・ヘレナ - 服飾デザイナー
- マイケル・コース - 服飾デザイナー
- デビット・チュウ - 服飾デザイナー、CEO, Nautica International, Inc.
- ラルフ・ルッチ - 服飾デザイナー
- トニー・チ - インテリアデザイナー
- ニーナ・ガルシア - プロジェクト・ランウェイ審査員、ELLE,マリークレールマガジン編集長
- デビット・チュウ - 服飾デザイナー
- ルイス・アントニオ - 服飾デザイナー
- フランシスコ・コスタ - 服飾デザイナー
- アンジー・クルス - 小説家、作家
- クロエ・ダオ - 服飾デザイナー、プロジェクト・ランウェイ第二シーズン優勝者
- マリソル・デルーナ - 服飾デザイナー、マリソル ニューヨーク
- ロクサーヌ・ロウィ - ファッションフォトグラファー
- フランシスコ・コスタ - 服飾デザイナー
- 崎田喜美枝 - ファッションデザイナー、宝塚造形芸術大学副学長
- ジョエル・シュマッカー - 映画監督
- カレン・アレン - 女優
- ニッキー・ヒルトン(中退)
- 青木美帆 - 服飾デザイナー
- グールー(中退)
- 尾原蓉子 - ファッション・ビジネス専門家　元ＩＦＩビジネススクール学長
- 奥田務 - 経営者、元大丸社長、元J.フロント リテイリング社長

## FIT 美術館
FIT美術館は服飾、テキスタイル、アクセサリーを所蔵する。